# Wybory prezydenckie w Polsce w 1947 roku
Wybory prezydenckie w Polsce w 1947 roku – wybory przeprowadzone przez Sejm Ustawodawczy 5 lutego 1947 roku. Klub PSL głosował przeciwko. 
W dniu 19 stycznia 1947 roku odbyły się pierwsze w powojennej Polsce wybory do Sejmu Ustawodawczego. W jednoizbowym Sejmie, który ukonstytuował się 4 lutego 1947 roku, uchwalono wzorowaną na rozwiązaniach Konstytucji Marcowej (1921 r.) ustawę o wyborze Prezydenta Rzeczypospolitej Polskiej, zgodnie z którą Prezydent był wybierany przez Sejm większością 2/3 głosów na siedmioletnią kadencję. 5 lutego 1947 roku na urząd ten wybrano Bolesława Bieruta (oficjalnie bezpartyjnego, jednak związanego z Polską Partią Robotniczą).
W czasie debaty w Sejmie Ustawodawczym 4 lutego 1947 r. nad projektem ustawy konstytucyjnej o wyborze Prezydenta Rzeczypospolitej, poseł Witold Bieńkowski z Klubu Katolicko-Społecznego zgłosił poprawkę przewidującą przywrócenie roty przysięgi Prezydenta z 1921. Wówczas koło poselskie PSL, szukając kompromisu, wniosło o dodanie do przewidzianej w projekcie ustawy świeckiej roty przysięgi prezydenckiej końcowych słów: „Tak mi dopomóż Bóg”. Koło poselskie PPR potraktowało problem taktycznie i głosowało za, natomiast koło poselskie PPS głosowało przeciwko. Bolesław Bierut złożył przysięgę prezydencką zakończoną tą formułą religijną. Wybory odbyły się w formie podobnej do głosowania nad pierwszym Prezydentem PRL, w tym ostatnim Rzeczypospolitej Polskiej - Wojciecha Jaruzelskiego, gdyż wyłoniono wniosek o propozycję kandydatury prezydenta drogą powszechnego kompromisu w Sejmie X kadencji.

## Wyniki
| Zdjęcie | Imię i nazwisko | Przynależność partyjna | Głosy w I turze |
| ------- | --------------- | ---------------------- | --------------- |
|         | Bolesław Bierut | bezpartyjny            | 443             |